# Éthique de l'ingénierie
L’éthique de l'ingénierie est le domaine de l'éthique appliquée qui examine et établit des normes pour les ingénieurs dans le cadre de leurs obligations envers le public, leurs clients, leurs employeurs et la profession.